# Anurolimnas
Anurolimnas is een geslacht van vogels uit de familie Rallen, koeten en waterhoentjes (Rallidae). Het geslacht telt één soort:
- kastanjekopral  (Anurolimnas castaneiceps synoniem Rufirallus castaneiceps).

Op grond van onder andere in 2020 gepubliceerd moleculair genetisch onderzoek werd  de soort verplaatst naar het geslacht Rufirallus, maar volgens vervolgonderzoek gepubliceerd in 2023 is dit terug gedraaid.